# Axonopus flexuosus
Axonopus flexuosus är en gräsart som först beskrevs av Albert Peter, och fick sitt nu gällande namn av Georges M.D.J. Troupin. Axonopus flexuosus ingår i släktet Axonopus och familjen gräs. Inga underarter finns listade i Catalogue of Life.